# 高井戸東
高井戸東（たかいどひがし）は、東京都杉並区の町。現行行政地名は高井戸東一丁目から高井戸東四丁目。住居表示実施済み区域。

## 地理
東京都杉並区の南部に位置する。地域中央付近に高井戸駅がある。北は宮前・荻窪に、東は成田西・浜田山に、南は上高井戸に、西は東京都道311号環状八号線を介して高井戸西に接する。南から順に一丁目から四丁目がある。

### 河川
- 神田川

### 地価
住宅地の地価は、2025年（令和7年）1月1日の公示地価によれば、高井戸東3-16-13の地点で64万5000円/m2、高井戸東4-26-14の地点で58万5000円/m2となっている。

## 歴史

### 沿革
- 1969年（昭和44年）7月1日 - 住居表示を実施し、高井戸東一丁目から四丁目を新設[6]。

| 実施後         | 実施年月日   | 実施前（各町名ともその一部）                                               |
| -------------- | ------------ | -------------------------------------------------------------------------- |
| 高井戸東一丁目 | 1969年7月1日 | 上高井戸三丁目、上高井戸四丁目                                             |
| 高井戸東二丁目 | 1969年7月1日 | 上高井戸三丁目、上高井戸四丁目                                             |
| 高井戸東三丁目 | 1969年7月1日 | 上高井戸四丁目、上高井戸五丁目                                             |
| 高井戸東四丁目 | 1969年7月1日 | 下高井戸四丁目、大宮前一丁目、大宮前二丁目、上高井戸四丁目、上高井戸五丁目 |

## 世帯数と人口
2025年（令和7年）3月1日現在（杉並区発表）の世帯数と人口は以下の通りである。
| 丁目           | 世帯数     | 人口     |
| -------------- | ---------- | -------- |
| 高井戸東一丁目 | 1,771世帯  | 3,745人  |
| 高井戸東二丁目 | 2,176世帯  | 3,854人  |
| 高井戸東三丁目 | 3,788世帯  | 7,357人  |
| 高井戸東四丁目 | 2,631世帯  | 4,904人  |
| 計             | 10,366世帯 | 19,860人 |

### 人口の変遷
国勢調査による人口の推移。
| 年                 | 人口   |
| ------------------ | ------ |
| 1995年（平成7年）  | 14,506 |
| 2000年（平成12年） | 16,167 |
| 2005年（平成17年） | 17,079 |
| 2010年（平成22年） | 18,070 |
| 2015年（平成27年） | 19,254 |
| 2020年（令和2年）  | 20,487 |

### 世帯数の変遷
国勢調査による世帯数の推移。
| 年                 | 世帯数 |
| ------------------ | ------ |
| 1995年（平成7年）  | 6,613  |
| 2000年（平成12年） | 7,618  |
| 2005年（平成17年） | 8,225  |
| 2010年（平成22年） | 8,909  |
| 2015年（平成27年） | 9,666  |
| 2020年（令和2年）  | 10,478 |

## 学区
区立小・中学校に通う場合、学区は以下の通りとなる（2016年1月時点）。
| 丁目           | 番地             | 小学校                 | 中学校               |
| -------------- | ---------------- | ---------------------- | -------------------- |
| 高井戸東一丁目 | 全域             | 杉並区立高井戸東小学校 | 杉並区立高井戸中学校 |
| 高井戸東二丁目 | 全域             | 杉並区立高井戸東小学校 | 杉並区立高井戸中学校 |
| 高井戸東三丁目 | 3～12番 15～36番 | 杉並区立高井戸東小学校 | 杉並区立高井戸中学校 |
| 高井戸東三丁目 | 1〜2番 13〜14番  | 杉並区立浜田山小学校   | 杉並区立高井戸中学校 |
| 高井戸東四丁目 | 1〜2番 22～28番  | 杉並区立浜田山小学校   | 杉並区立高井戸中学校 |
| 高井戸東四丁目 | 3～21番          | 杉並区立高井戸小学校   | 杉並区立松溪中学校   |

## 交通

### 鉄道
| 街区内に設置されている駅       |
| ------------------------------ |
| 京王井の頭線 - 高井戸駅(IN 12) |

- エイトライナー ｰｰｰ 同地区を対象とした路線構想

### 道路
- 首都高速4号新宿線
  - 高井戸出入口
- 東京都道7号杉並あきる野線
- 東京都道14号新宿国立線
- 東京都道311号環状八号線

## 事業所
2021年（令和3年）現在の経済センサス調査による事業所数と従業員数は以下の通りである。
| 丁目           | 事業所数  | 従業員数 |
| -------------- | --------- | -------- |
| 高井戸東一丁目 | 57事業所  | 532人    |
| 高井戸東二丁目 | 103事業所 | 1,459人  |
| 高井戸東三丁目 | 182事業所 | 2,215人  |
| 高井戸東四丁目 | 126事業所 | 1,347人  |
| 計             | 468事業所 | 5,553人  |

### 事業者数の変遷
経済センサスによる事業所数の推移。
| 年                 | 事業者数 |
| ------------------ | -------- |
| 2016年（平成28年） | 382      |
| 2021年（令和3年）  | 468      |

### 従業員数の変遷
経済センサスによる従業員数の推移。
| 年                 | 従業員数 |
| ------------------ | -------- |
| 2016年（平成28年） | 6,144    |
| 2021年（令和3年）  | 5,553    |

## 施設
- 杉並清掃工場
- 東京ごみ戦争歴史みらい館 - 杉並清掃工場内にある。
- 高井戸地域区民センター
- 日本ヒューレット・パッカード
- 松本清張邸 - 1961年9月に練馬区から転居し、松本清張最後の住居となった[注 1]。
- 芝田山部屋
- 杉並区立高井戸小学校[注 2]
- 杉並区立高井戸東小学校
- 杉並区立高井戸中学校

## その他

### 日本郵便
- 郵便番号 : 168-0072[3]（集配局 : 杉並南郵便局[16]）。